# Alto Parnaíba
Alto Parnaíba è un comune del Brasile nello Stato del Maranhão, parte della mesoregione del Sul Maranhense e della microregione di Gerais de Balsas.